# Bamsefjell
Bamsefjell är ett berg i Antarktis. Det ligger i Östantarktis. Norge gör anspråk på området. Toppen på Bamsefjell är 2 188 meter över havet, eller 375 meter över den omgivande terrängen. Bredden vid basen är 4,7 km.
Terrängen runt Bamsefjell är kuperad åt nordost, men åt sydväst är den platt. Bamsefjell är den högsta punkten i trakten. Trakten är obefolkad. Det finns inga samhällen i närheten.